# Willie Pastrano
Wilfred Raleigh "Willie" Pastrano, född 27 november 1935 i New Orleans, Louisiana, död 6 december 1997 i New Orleans, Louisiana, var en amerikansk proffsboxare som var världsmästare i lätt tungvikt 1963-65.
Pastranos professionella boxarkarriär varade 1951-65. Han blev världsmästare 1963 genom att poängbesegra Harold Johnson. Ett kuriosum är att för den matchen hade Pastrano i en kvalomgång mött Wayne Thornton tre gånger i rad med resultatraden förlust-oavgjord-seger. Pastrano försvarade sin titel framgångsrikt genom att 1964 knocka Greg Peralta och Terry Downes. Följande år förlorade han titeln till José Torres som vann på TKO i rond 9. Det blev Pastranos sista match.
Pastrano tränades av Angelo Dundee samtidigt som Cassius Clay och ställde ibland upp som sparringpartner åt den uppåtgående Clay. En del kritiker hävdade att det sannolikt var den enda ordentliga träning Pastrano ägnat sig åt under sin karriär om man inte räknade groggblandande som träning. Efter sin karriär kom Pastrano i sociala och ekonomiska svårigheter på grund av drogmissbruk och han dog utfattig.
Pastranos slutliga matchstatistik blev 63 segrar (14 på KO), 13 förluster och 8 oavgjorda.